# Eulalio Gutiérrez
Eulalio Gutiérrez Ortiz (Ramos Arizpe, 2 februari 1881 – Saltillo, 12 augustus 1939) was een Mexicaans politicus. Van 1914 tot 1915 was hij provisorisch president van Mexico.

## Vroege jaren
In zijn jeugd was hij een herder en mijnwerker. Hij sloot zich aan bij de Mexicaanse Liberale Partij (PLM) van Ricardo Flores Magón en later bij de Nationale Anti-herverkiezingspartij (PNA) van Francisco I. Madero, aan wiens zijde hij vocht bij het omverwerpen van de dictatuur van Porfirio Díaz. Nadat Madero tot president was gekozen werd hij tot burgemeester van zijn Concepción del Oro gekozen. In die functie installeerde hij een guillotine en liet een groot aantal notabelen onthoofden. Na de staatsgreep van Victoriano Huerta sloot hij zich aan bij het Constitutionalistische Leger van Venustiano Carranza. In 1914 was hij gedurende een aantal maanden gouverneur van San Luis Potosí.

## President
Nadat Huerta was verdreven kwam het revolutionaire leiderschap in conflict. Pancho Villa en Emiliano Zapata lieten de conventie van Aguascalientes openen en riepen Carranza op zijn claim op het presidentschap op te geven. Als compromis werd besloten Gutiérrez als voorlopig president aan te stellen. Villa accepteerde dit maar Carranza beschouwde Gutiérrez' regering onwettig en vestigde een tegenregering in Veracruz. Op 3 november 1914 werd Gutiérrez geïnstalleerd. Hij probeerde aanhangers van zo veel mogelijk verschillende stromingen op te nemen in zijn kabinet, waaronder José Vasconcelos, Pánfilo Natera, Manuel Chao, Lucio Blanco en Manuel Palafox.
Aan de zijde van Villa en Zapata maakte Gutiérrez zijn intrede in Mexico-Stad. Al snel bleek dat hij als marionet van Villa eigenlijk machteloos was. Nadat hij de soldaten van Villa en Zapata aanmaande zich fatsoenlijker te gedragen kwam hij in conflict met Villa en Zapata. Hij besloot de hoofdstad te verlaten en verplaatste zijn regering naar San Luis Potosí, alwaar hij Villa, Carranza en Zapata tot "verraders van de revolutionaire geest" uitriep. Hij werd echter verslagen door de troepen van Villa. Bij een van de gevechten tegen de villistas raakte hij zelf gewond. Op 2 juni 1915 gaf hij zijn claim op het presidentschap op en vluchtte naar de Verenigde Staten.

## Latere jaren
In 1920 maakte hij gebruik van een door Álvaro Obregón uitgevaardigde amnestie. Hij keerde terug en werd gekozen tot senator. Gutiérrez bekritiseerde Obregóns herverkiezing in 1928, het bestuur van president Plutarco Elías Calles en het Maximato. Hij sloot zich in 1929 aan bij de opstand van José Gonzalo Escobar. Escobar werd echter verslagen, en Gutiérrez werd wederom gedwongen te vluchten naar San Antonio (Texas).
In 1935 keerde hij terug naar Mexico, maar zou geen publieke functies meer vervullen. Vier jaar later overleed hij. Gutiérrez was de vader van Eulalio Gutiérrez Treviño, die van 1969 tot 1975 gouverneur van Coahuila was.

## Trivia
- Gutiérrez wordt als eerst socialistische staatshoofd ter wereld beschouwd.

- Library of Congress Control Number: nr97026750
- Virtual International Authority File: 44205758
- WorldCat: E39PBJvd9rt4gxTWkb7rYGMgKd